# František Bombic
František Bombic (* 20. April 1977 in České Budějovice, Tschechoslowakei) ist ein ehemaliger tschechischer Eishockeyspieler, der seit 1995 weit über 800 Spiele in den tschechischen und slowakischen Eishockeyligen absolvierte. Außerdem spielte er in der Saison 2001/02 einige Spiele bei den Idaho Steelheads in der US-amerikanischen WCHL und in der Folgesaison in der finnischen SM-liiga. In der Saison 2012/2013 spielte er in der französischen Liga Magnus für Straßburg.

## Karriere
Bombic begann mit dem Eishockeysport im Alter von fünf Jahren.
Mit dem HC Dukla Trenčín wurde Bombic in der Saison 2003/04 Meister der slowakischen Extraliga; gleiches gelang ihm in der Saison 2008/09 mit dem HC Energie Karlovy Vary. In der Spielzeit 2009/10 errang er mit dem KLH Chomutov den Meistertitel in der zweitklassigen, 1. tschechischen Liga, verpasste den Aufstieg aber in der Relegation.

## Erfolge und Auszeichnungen
- 2000 Slowakische Extraliga: Dritter Platz mit HK Dukla Trenčín
- 2001 Slowakische Extraliga: Zweiter Platz mit HK Dukla Trenčín
- 2002 US-amerikanischer WCHL Taylor Cup: Zweiter Platz mit den Idaho Steelheads
- 2004 Slowakischer Meister mit dem HC Dukla Trenčín
- 2005 Slowakische Extraliga: Dritter Platz mit HK Dukla Trenčín
- 2009 Tschechischer Meister mit dem HC Energie Karlovy Vary
- 2010 Meister der 1. tschechischen Liga mit dem KLH Chomutov